# Agatha Raisin (serie televisiva)
Agatha Raisin è una serie televisiva britannica del 2016, in cui l'episodio pilota è andato in onda il 26 dicembre 2014, mentre i restanti vengono trasmessi dal 7 giugno 2016 su Sky 1.

## Trama
Agatha Raisin, guru delle relazioni pubbliche diventa un'investigatrice dilettante per aiutare la polizia a risolvere i casi d'omicidio.

## Produzione
La serie è tratta dalla saga Agatha Raisin di M. C. Beaton.

## Trasmissione
In Italia, la serie è andata in onda dal 3 dicembre 2016 su TV8 (solo i primi tre episodi della serie) e integralmente dal 4 luglio 2017 su Sky Uno.

## Episodi
| Stagione         | Episodi              | Prima TV Regno Unito | Prima TV Italia |
| ---------------- | -------------------- | -------------------- | --------------- |
| Prima stagione   | 8 (+episodio pilota) | 2014-2016            | 2016-2017       |
| Seconda stagione | 3                    | 2018-2019            | inedita         |
| Terza stagione   | 4                    | 2019-2020            | inedita         |
| Quarta stagione  | 4                    | 2021-2022            | inedita         |